# Флориана Ернестина фон Вюртемберг-Вайлтинген
Флориана Ернестина фон Вюртемберг-Вайлтинген (на немски: Floriana Ernestine von Württemberg-Weiltingen; Floriane Ernesta von Württemberg; * 8 май 1623 във Вайлтинген; † 5 декември 1672 в Пфеделбах) е принцеса от Вюртемберг-Вайлтинген и чрез женитба графиня на Хоенлое-Валденбург-Пфеделбах.
Тя е втората дъщеря на херцог Юлиус Фридрих фон Вюртемберг-Вайлтинген (1588 – 1635) и съпругата му принцеса Анна Сабина фон Шлезвиг-Холщайн-Зондербург (1593 – 1659), дъщеря на херцог Йохан фон Шлезвиг-Холщайн-Зондербург.
Тя умира на 5 декември 1672 г. на 49 години в Пфеделбах, Хоенлое, и е погребана в църквата в Йоринген.

## Фамилия
Флориана Ернестина (Ернеста) се омъжва на 18 май 1657 г. в Леонберг за граф Фридрих Крафт фон Хоенлое-Валденбург-Пфеделбах (1623 – 1681), големият син на граф Лудвиг Еберхард фон Хоенлое-Валденбург-Пфеделбах и Глайхен (1590 – 1650) и съпругата му Доротея фон Ербах (1593 – 1643). Те имат пет деца, които умират като бебета:
- Еберхард Фридрих Ернст (1659 – 1659)
- Христиан Албрехт (1660 – 1660)
- Силвиус Ернст (1663 – 1663)
- Фридерика Флориана (1664 – 1665)
- Филипа Шарлота Йохана (1667 – 1668)